# Karl-Conrad Mecke
Karl-Conrad Hans Mecke, auch Karl Konrad oder Carl (* 30. Dezember 1894 in Bremen; † 26. Mai 1982 in Kiel) war ein deutscher Kapitän zur See der Kriegsmarine.

## Leben
Karl-Conrad Mecke trat im April 1914 in die Kaiserliche Marine ein. Als Seekadett und später als Fähnrich (Beförderung 23. Dezember 1914) diente er bis Januar 1915 auf der Graudenz. Bis November 1917 war er auf der Pillau. Ende Mai/Anfang Juni 1916 war die Pillau in der Skagerrakschlacht eingesetzt. Am 13. Juli 1916 wurde er Leutnant zur See. Von November 1917 bis Juli 1918 war er zur Ausbildung an der U-Boots-Schule und kam dann bis Ende November 1918 als Wachoffizier, u. a. erst auf U 33, dann auf UB 48 und UB 50 bei der II. U-Boot-Flottille, zum Einsatz.
Er kam bis 10. März 1919 zur Verfügung der Inspektion des U-Bootwesens und wurde dann bis 9. April 1919 Zugführer in der 1. (MG) Kompanie des III. Marine-Bataillons des Regiments 5. Er schloss sich freiwillig als Zugoffizier der 3. Marine-Brigade an. Am 7. Juli 1920 wurde er aus der Marine verabschiedet und erhielt am 29. November 1920 den Charakter als Oberleutnant zur See verliehen.
Am 2. August 1930 kam er als L-Angestellter an die Schiffsartillerieschule in Kiel und wurde dort Leiter des Auswertetrupps II. In dieser Position wurde er als E-Offizier am 1. Oktober 1933 erst Kapitänleutnant (E) und mit Wirkung zum 1. Januar 1936 Korvettenkapitän (E). Ab dem 1. Juli 1937 war er zusätzlich Referent für Auswertefragen bei der Artillerie-Inspektion. Zum 1. Januar 1938 wurde er abkommandiert und wurde Referent bei der Artillerie-Inspektion. Ab April 1939 war er für ein Jahr Referent Artillerie-Inspektion IV bei der Inspektion der Marine-Artillerie. Anschließend war er mit Unterbrechungen durch Lehrgänge bis Oktober 1941 Kommandeur der Marine-Flak-Abteilung 211 (Eckernförde) bei 1. Marine-Flak-Regiment (Kiel) und wurde in dieser Position am 17. Dezember 1939 Fregattenkapitän. Ende Oktober und Anfang November 1941 war er kurz zur Verfügung des Marinebefehlshabers Westfrankreich gesetzt. Er wurde dann Kommandeur des neu aufgestellten 22. Marine-Flak-Regiments in Saint-Nazaire. Während der Operation Chariot Ende März 1942, am 1. März 1942 war er Kapitän zur See geworden, verteidigte das Regiment unter seiner Führung Saint-Nazaire gegen den britischen Angriff. Für seinen Einsatz dabei erhielt er am 11. April 1943 das Ritterkreuz des Eisernen Kreuzes (Verleihung 159) verliehen. Als im April 1943 das 22. Marine-Flak-Regiment aufgelöst wurde, wurde hieraus die V. Marine-Flak-Brigade gebildet. Diese war bis August 1943 unter seinem Kommando. Von September 1943 bis Mai 1944 war er Kommandeur des Artillerie-Versuchskommandos in Zempin. Anschließend war er bis September 1944 Höherer Kommandeur der Marineflugabwehr- und Küstenartillerieschulen.

Ab September 1944 war er Seekommandant 7000 und sollte die Besetzung der Insel Hogland durchführen. Hierzu heißt es im Kriegstagebuch der Seekriegsleitung 1939–1945 am 3. September 1944:
Notwendig gewordene schnelle Vorbereitung Aufgabe „Tanne-Ost“ stellt Truppe vor Aufgaben, deren Erfüllung Entschlossenheit und Wendigkeit verlangt. Dass Finnen – wie erwartet wird – keinen Widerstand leisten, kann nicht zur Grundlage eigener Absichten gemacht werden. Vielmehr muss Wille, das gesteckte Ziel auch gegen harten Widerstand unter Inkaufnahme von Verlusten zu erreichen, allein massgebend sein. Hierauf müssen auch seeungewohnte Soldaten, vor allem Truppenführer anderer Wehrmachtteile eingestellt sein. Bedeutung Aufgabe liegt darin, dass Insel Schlüsselstellung im Finnenbusen ist, deren Besitz aber vor allem für Gegner zum Aufbrechen der Ostsee für russ. Seekriegsführung von besonderem Wert ist. Ich erwarte, daß Führer, Verbände und Soldaten ihr Letztes hergeben, um gestellte Aufgabe zu lösen und dann Verteidigungsbereitschaft unverzüglich herzustellen und aufrechtzuerhalten.
Mitte September 1944 startete das Unternehmen Tanne Ost und Mecke war der befehlshabende deutsche Offizier der Landungstruppen (ca. 1400 Mann). Das Unternehmen verlief nicht nach den deutschen Plänen. Als ein finnischer Gegenangriff am Nachmittag die zuvor von den Deutschen eroberte Flak-Stellung oberhalb des Hafens wieder in finnische Hand brachte, wurde Mecke bewusst, dass er den Kampf nicht mehr gewinnen konnte. Er ging als Parlamentär zu den Finnen und erbat eine Waffenruhe, um seine Soldaten nicht sinnlos zu opfern. Da die finnische Seite den Deutschen nur die Wahl zwischen einer Aufgabe oder einer Vernichtung ließ, entschied er sich gegen 18.00 Uhr zur Kapitulation, worauf die Gefechte auf Hochland endeten und die deutschen Resttruppen in Gefangenschaft gingen.

Am 20. September 1944 meldete der Admiral östliche Ostsee:
Auf Hochland 1200 Deutsche, davon 180 verwundet, außerdem 132 Tote. Kapt.z.S. Mecke gefangen.
Bis 13. Dezember 1955 war Mecke in finnischer, später in sowjetischer Kriegsgefangenschaft.
Am 1. Januar 1957 trat er als Angestellter in die Bundesmarine ein und wurde Dezernent für Vermessung und Auswertung beim Marinewaffenkommando in Kiel. Am 31. Dezember 1961 ging er in den Ruhestand.